# Вила ди Вила (Тревизо)
Вила ди Вила (итал. Villa di Villa) је насеље у Италији у округу Тревизо, региону Венето.
Према процени из 2011. у насељу је живело 867 становника. Насеље се налази на надморској висини од 80 м.